# 雷吉尼
雷吉尼（法語：Réguiny，法語發音：[ʁegini]）是法国莫尔比昂省的一个市镇，属于蓬蒂维区。

## 地理
雷吉尼（47°58'36"N, 2°44'46"W）面积27.92 平方千米，位于法国布列塔尼大區莫尔比昂省，该省份为法国西北部沿海省份，位于布列塔尼半岛南部，北起阿摩尔滨海省、西接菲尼斯泰尔省，南濒大西洋，东南接大西洋卢瓦尔省，东临伊勒-维莱讷省。
与雷吉尼接壤的市镇（或旧市镇、城区）包括：克雷丹、普勒格里费特、拉德纳克、莫雷阿克、埃沃利斯。

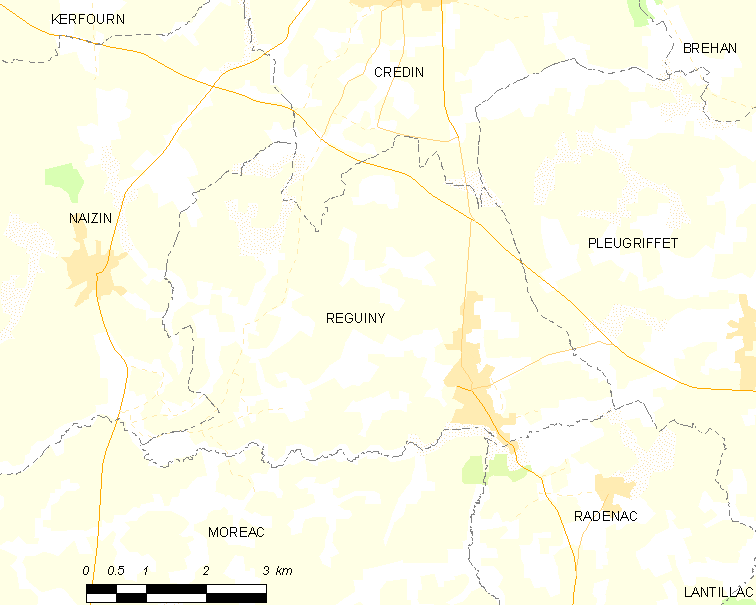
雷吉尼的OSM定位图

雷吉尼的时区为UTC+01:00、UTC+02:00（夏令时）。

## 行政
雷吉尼的邮政编码为56500，INSEE市镇编码为56190。

## 政治
雷吉尼所属的省级选区为格朗尚县。

## 人口

1962-2008年间雷吉尼人口变化图示

雷吉尼于2022年1月1日时的人口数量为1944人。